# Markarians Ketting
Markarians Ketting is een kleine groep van sterrenstelsels in de Virgocluster. De benaming ketting is afkomstig van het feit dat de sterrenstelsels (gezien van op Aarde) op een licht-gebogen lijn lijken te liggen. De groep werd genoemd naar de Armeense astrofysicus Benjamin Markarian, die de stelsels begin jaren '60 van de 20e eeuw ontdekte.
Sterrenstelsels die deel uitmaken van de groep zijn Messier 84 (NGC 4374), NGC 4435, NGC 4438, NGC 4443, NGC 4458, NGC 4473 en NGC 4477. Daarbij zijn NGC 4435 en NGC 4438 twee interagerende sterrenstelsels die ongeveer 100.000 lichtjaar uit elkaar liggen.